# Premier Début
Premier Début est une nouvelle d’Anton Tchekhov, parue en 1886.

## Historique
Premier Début est initialement publiée dans la revue russe Le Journal de Pétersbourg, numéro douze, du 13 janvier 1886, sous le pseudonyme d’A.Tchekhonte. Aussi traduit en français sous le titre Première Plaidoirie . 

## Résumé
L’avocat stagiaire Piaterkine rentre de sa première plaidoirie où tout s’est mal passé. Son client, un boutiquier accusé d’incendie volontaire, est un filou. Lui-même a bafouillé pendant sa plaidoirie, et ses collègues, le substitut von Pach et l’avocat adverse Semetchkine, se sont ouvertement moqués de lui.
La charrette où il a pris place doit s’arrêter pour passer la nuit chez Louka, le garde-chasse. Il constate avec déplaisir que von Pach et Semetchkine ont trouvé le même refuge. Piaterkine les boude et fait semblant de dormir. Les deux hommes commencent à parler de lui, le croyant endormi. Ils estiment qu’il fera un bon avocat, mais dans cinq ans. Ils le jugent fougueux et qu'il a eu tort, selon eux, de citer Hamlet dans sa plaidoirie.
Piaterkine n’en pouvant plus de les entendre se lève et éclate en sanglots. Les deux compères lui expliquent que c’est une réaction normale après une première plaidoirie : cela a été pareil pour eux. Ils le dorlotent pour qu’il se rendorme.

## Édition française
- Premier Début, traduit par Edouard Parayre, Les Éditeurs français réunis, 1958.